# Jornada das Telhas

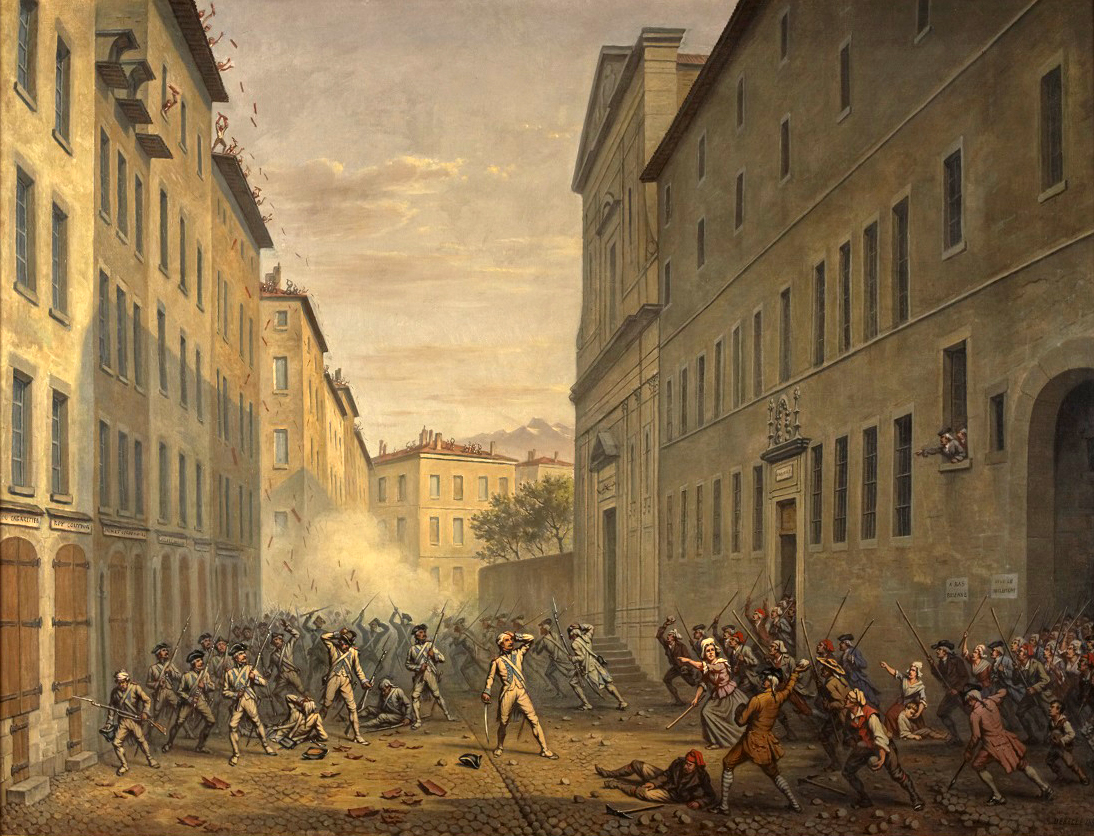
A Jornada das Telhas, por Alexandre Debelle.

A Jornada das Telhas (Journée des Tuiles, em francês) foi uma revolta que se desenrolou no dia 7 de junho de 1788 em Grenoble, em cujo curso os rebeldes, dos quadros da fronda parlamentar consecutiva à tentativa de reforma de Lamoignon (Chrétien-François II de Lamoignon), afrontaram com golpes de telha as tropas reais. É o evento marcante da fase inicial da Revolução Francesa.

## A revolta
Na quinta-feira, 8 de maio de 1788, um Lit de justice registra um édito sobre a reforma judiciária do guarda dos selos Lamoignon, reforma que, notadamente, suprime o direito dos parlamentos de reprovação junto às cortes soberanas (Parlamento de Paris e Parlamentos provinciais, Cortes de deliberação, Corte das contas) e cria uma Corte plenária encarregada do registro e da conservação dos atos reais, éditos e ordens. Os membros desta Corte plenária seriam nomeados pelo rei e os conselheiros parlamentares vêem-se a partir de então confinados a simples função de juízes judiciais, só tomando conhecimento de casos criminais contra os nobres e casos civis implicando em litígio superior à 20 000 libras.
Os Parlamentos - bastiões avançados da sociedade das ordens, privilégios e isenções fiscais - perdiam assim o controle sobre as leis do reino, procedimento que lhes permitia recusar a doção de em texto em função de particularidades provinciais. O Parlamento de Paris, comandado pelos conselheiros Duval d'Epremesnil e Goislard de Montsabert, entra logo em rebelião. Proclama não tolerar qualquer inovação à Constituição e inscrever em mármore as leis fundamentais do reino, incluindo entre elas a imutabilidade da magistratura.
A oposição ganha também todo o país, cada parlamento prendendo-se a suas imunidades regionais e defendendo a legitimidade das justiças feudais e senhoriais. Isso acontece também em Grenoble, no Dauphiné, onde grande parte da cidade (advogados, procuradores, hussardos, escreventes...) vive da presença de seu parlamento.
Em 7 de junho, ao soar o toque de sinos, o povo associa-se aos magistrados que haviam recebido a ordem do Duque de Clermont-Tonnerre, governador-geral do Dauphiné, de exilarem-se voluntariamente fora da cidade. Os parlamentares permaneciam na verdade em sessão desde 20 de Maio, apesar de terem sido postos à disposição, contestando a reforma que desmembrava a amplitude de seu parlamento e afetava uma grande parte de sua competência.
Uma parte dos manifestantes sobe sobre os telhados e uma chuva de telhas abate-se sobre os soldados do regimento Royal-Marine nas cercanias do colégio dos jesuítas (hoje, Liceu Stendhal, na atual Rua Raoul Blanchard). Os soldados do Rei Luís XVI precisam retirar-se, o palácio do governador é pilhado e o Duque de Clermont-Tonnerre escapa por pouco do linchamento. No final da tarde, os rebeldes tomam conta da cidade enquanto que o duque, inseguro quanto ao regimento Royal-Tonnerre que dá sinal de indecisão, capitula e reinstala os parlamentares no Palácio de Justiça. A ordem só é restabelecida no 14 de julho seguinte, pelos dragões do Marechal de Vaux que vem de substituir o Duque de Clermont-Tonnerre.
A "Jornada das Telhas" de 7 de Junho de 1788 é seguida em 21 de julho pela Assembléia de Vizille, próxima a Grenoble. Esta assembléia, por iniciativa dos advogados Antoine Barnave e Mounier, pedirá pelos Estados Gerais e será a primeira a reclamar o voto por cabeça, ou seja, por deputado, em lugar do voto por ordem (no qual o clero e a nobreza tem a maioria), dando preponderância ao Terceiro Estado.

## O quadro de Alexandre Debelle
Em 1889, um século após os fatos, o pintor Alexandre Debelle, também curador do Museu de Grenoble, pinta uma tela descrevendo a rebelião, intitulada A Jornada das Telhas, 13 de Junho de 1788, que se encontra atualmente no Museu da Revolução Francesa (Vizille).

## Ligações Internas
- «la journée des Tuiles» (em francês). na Encyclopédie Larousse en ligne